# تين مدغشقر
تين مدغشقر أو أدبو (الاسم العلمي: Ficus sakalavarum)، شجرة مثمرة من التين وفصيلة التوتية. وصف من قبل جون غيلبرت بيكر. مهدها مدغشقر. لا تضم أي نويعات حسب دليل الحياة.